# Targum Onkelos

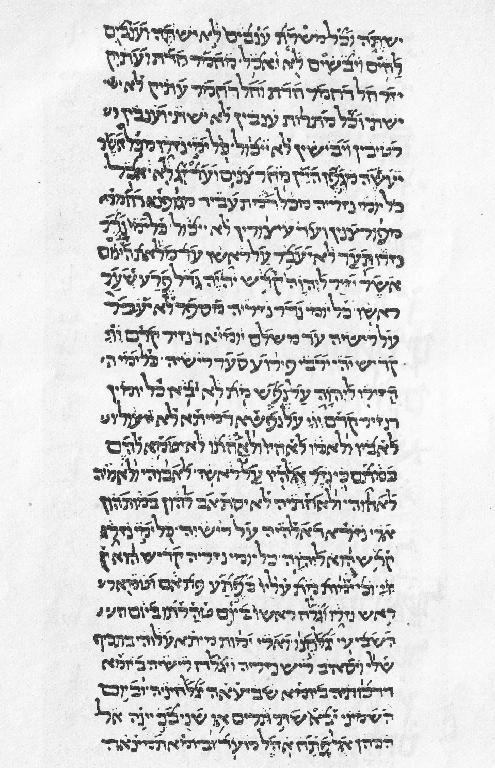
Zweisprachiger Bibeltext: Zeilen alternierend Tora/Targum Onkelos. British Library Oriental MS. 1,497, 4. Buch Mose 6,3-10. 12. Jh.

Der Targum Onkelos (hebräisch תַּרְגּוּם אֻנְקְלוֹס Targūm ’Unqəlōs) ist eine Übersetzung der Tora aus dem Hebräischen ins Aramäische, die schon früh im Judentum offizielle Geltung erlangt hat. Onkelos ist der angebliche „Autor der zuletzt autoritativen aramäischen Übersetzung“ und soll mit Aquila aus Sinope identisch sein, der eine ganz neue, wörtliche Übersetzung der Bibel ins Griechische schuf.
Der Basistext stammt wahrscheinlich aus dem 2. Jahrhundert. Als in der römischen Provinz Palaestina die hebräische Sprache schrittweise durch die aramäische abgelöst wurde, entstand zu den Gottesdiensten das Problem, dass die Menschen die hebräischen Texte nicht mehr verstanden. Man setzte deshalb Dolmetscher ein, so genannte Meturgemanim (hebräisch מטורגמנים), die mündlich aus dem Hebräischen teilweise sehr frei ins Aramäische übersetzten. Später wollte man präzisere Übertragungen aufzeichnen und schuf dazu die Targumim.
Der Targum Onkelos wird zuerst im Babylonischen Talmud zitiert und „unser Targum“ genannt. Da die gelehrten Schulen von Sura und Pumbedita in Babylonien ihre Tätigkeit erst im 3. Jahrhundert n. Chr. aufnahmen, kann auch die Redaktion des Targum Onkelos nicht früher angesetzt werden. Der Sprachtyp ist nicht palästinisch, sondern kommt einem standard-literarischen Aramäisch näher, das auch in anderen Literaturgattungen u. a. Urkunden, Zauberschalen in ganz Babylonien Verwendung fand.
Früheste Originalbelege sind als Zitate zum Beispiel von Ex Ex 15,9–12  auf Zauberschalen (5.–7. n. Chr.) überliefert.
In babylonischen Quellen wird Onkelos häufig mit Aquila gleichgesetzt. Onkelos und Aquila lebten beide im 2. Jahrhundert, waren beide Proselyten und verfassten Bibelübersetzungen, jedoch in unterschiedlichen Sprachen. Die aramäische Übersetzung des Onkelos ist vollständig erhalten, die griechische des Aquila jedoch nur in Bruchstücken. Der italienische Gelehrte Azaria dei Rossi war der erste, der sich bemühte, die Verwechslungen zwischen dem aramäischen Übersetzer Onkelos und dem griechischen Übersetzer Aquila zu entwirren. Dies ist keine einfache Aufgabe, da hier Tatsachen und Legenden ineinander verwoben sind.

## Hintergrund
Die Tora bzw. auch der Tanach ist Judentum das zentrale und heiligste religiöse Werk (Buchreligion). Das rabbinische Judentum entstand als eine Strömung (Pharisäer) die sich vermehrt in der Zeit nach der Zerstörung des zweiten Jerusalemer Tempels, 70 n. Chr., entwickelte und zur Hauptströmung des Judentums wurde, die dann ab ca. 200 n. Chr. maßgeblich den Ritus und die Exegese der Tora prägte.
Die Tora wird als göttliche Offenbarung betrachtet, die den Juden von dem „einzigen Gott“ gegeben wurde, um ihren (kollektiven und individuellen) Lebensweg zu leiten. Die Tora, die fünf Bücher Mose, umfasst nicht nur gesetzliche Vorschriften, sondern auch moralische Lehren und spirituelle Weisheiten. 
Mit der Septuaginta (altgriechisch ἡ μετάφρασις τῶν ἑβδομήκοντα hē metaphrasis tōn hebdomēkonta, deutsch ‚Die Übersetzung der Siebzig‘  ‚LXX‘), sie entstand ab etwa 250 v. Chr. im hellenistischen Judentum, vorwiegend in Alexandria, wurde die älteste durchgehende Übersetzung der hebräisch-aramäischen Bibel in die altgriechische Alltagssprache, der Koine niedergeschrieben bzw. übersetzt. Sie enthält Texte (etwa Apokryphe jüdische Schriften), die etwa vierhundert Jahre später, etwa seit dem 2. Jahrhundert n. Chr., in dem kanonischen masoretischen Text keine Aufnahme mehr fanden.
Nach der Zerstörung des Jerusalemer Tempels im Jahr 70 n. Chr. wurde die gemeinsame Bibel als Grundlage aller Richtungen des Judentums umso wichtiger.
Das rabbinische Judentum wandte sich im Laufe der Zeit von der Septuaginta ab und nahm zeitweise eine eigene griechische Übersetzung von Aquila (Onkelos) an (Jerusalemer Talmud, jMeg 1,11 [71c]). Während die Septuaginta die hebräischen Bibeltexte ersetzte, sind die von Aquila bruchstückhaft erhalten Fragmente, den hebräischen Texten untergeordnet und diesen zuarbeitend. So bleiben die Übersetzungen des Aquila ist ein Targum, ein aramäischer Targum, der keine schriftliche Bibel expressis verbis ist, sondern zunächst mündlich, später schriftlich als „Lese-und Rezitier-Performanz“ des kanonisch genau geregelten hebräischen Textes diesen auslegend begleitet.